# クラレンス・H・ホワイト

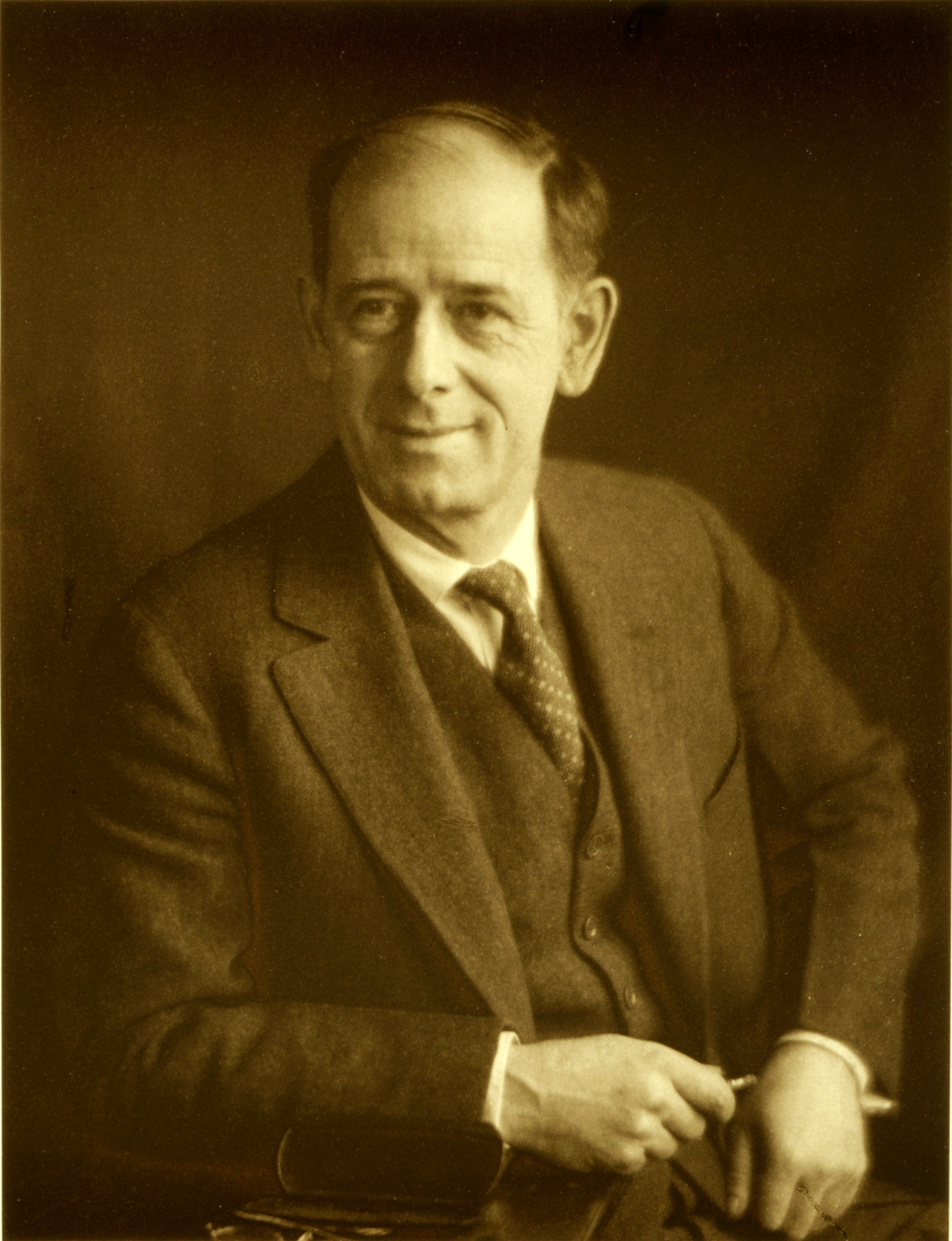
クラレンス・H・ホワイト

クラレンス・H・ホワイト（Clarence H. White, Clarence Hudson White、1871年4月8日-1925年7月7日）は、アメリカのピクトリアリスムの写真家、写真に関する教育者（写真教育者）。

## 来歴
1871年にオハイオ州に生まれる。当初はむしろ絵を描いていたが、10代後半から20代前半の間に写真を撮り始め、次第にアマチュア写真家としての名声を博していった。1902年に、アルフレッド・スティーグリッツ、エドワード・スタイケン、アルヴィン・ラングダン・コバーンらとフォト・セセッションを結成。その中心人物として活躍。典型的ピクトリアリスムの代表的な写真家となり、写真界に大きな影響を与えた。その作品は、人物写真、風景写真、ヌード写真など多岐にわたる。ホワイトは後に、国際写真の殿堂入りしている。
すでに、1907年にはコロンビア大学で写真を教え始めているが、写真教育に専念するため、1914年には、カール・ストラスにスタジオ（ニューヨーク）を引き継ぎ、ニューヨークにて写真学校（the Clarence H. White School of Modern Photography、通称「クラレンス・ホワイト・スクール」）を開設した（本人死後の1942年まで継続された）。多くの写真家の卵がこの学校に学び、マーガレット・バーク＝ホワイト、ポール・アウターブリッジ・ジュニア、ラルフ・スタイナー、ローラ・ギルピン、ドリス・ウルマンなどの教え子を輩出した。またドロシア・ラングは、コロンビア大学でのホワイトの授業を受講している。
写真教育において、ホワイトはストレートフォトグラフィ的なものを取り入れつつも、最後までピクトリアリスムを排除することはなかったという。